# Whispering Pines Indian Reserve 4
Whispering Pines Indian Reserve 4 är ett reservat i Kanada.   Det ligger i provinsen British Columbia, i den södra delen av landet, 3 300 km väster om huvudstaden Ottawa.
I omgivningarna runt Whispering Pines Indian Reserve 4 växer i huvudsak barrskog. Trakten runt Whispering Pines Indian Reserve 4 är nära nog obefolkad, med mindre än två invånare per kvadratkilometer.